# Парк «Молодіжний» (Київ)
Па́рк «Молоді́жний» — парк в Деснянському районі Києва, розташований на території житлового масиву Вигурівщина-Троєщина, між проспектом Червоної Калини та вулицями Олександри Екстер і Костянтина Данькевича. Площа парку — 9,21 га.

## Історія
Парк сформувався як зелена зона на новому житловому масиві Вигурівщина-Троєщина у середині 1990-х років (не раніше 1994 і не пізніше 2000 років), однак був розпланований до сучасного вигляду лише після 2004 року.

## Сучасний стан
Сьогодні парк має правильно розплановані алеї. В 2012—2013 рр. здійснено реконструкцію парку.
Парк засаджено листяними породами дерев (береза, липа, клен та ін.). В 2010 році в парку встановлено сонячний годинник. Гномон годинника має форму трикутного пілону, прикрашеного об'ємною фігурою каштана — символу Києва.